# Gumáci
Gumáci byl v 90. letech 20. století pořad, s nímž v počátcích svého působení v roce 1994 přišla TV Nova. Parodoval a karikoval českou politickou scénu a její osobnosti. Ty byly předělány do podoby gumových postaviček. Formát pořadu patří firmě Spitting Image, v Rusku se podobný pořad jmenoval Kukly (= loutky, figuríny, panenky), na Slovensku Halušky, ve Francii Les Guignols. Podle komentátorů pořad zanikl v souvislosti s rozchodem Novy s CME, protože od srpna 1999 Nova potřebovala pro spor s Američany přízeň mocných a nechtěla je tak dráždit. Hlasy postavám propůjčoval imitátor Václav Faltus, jako loutkoherec na pořadu pracoval René Krupanský. Vlastníkem české licence od Spitting Image byl herec a podnikatel v showbyznysu Karel Greif.